# Eulithis estonica
Eulithis estonica är en fjärilsart som beskrevs av Karl Schawerda 1919. Eulithis estonica ingår i släktet Eulithis och familjen mätare. Inga underarter finns listade i Catalogue of Life.